# Sete Cidades
Pour les articles homonymes, voir Sete Cidades (homonymie).
Sete Cidades est un volcan du Portugal situé aux Açores, sur l'île de São Miguel. Culminant à 856 mètres d'altitude, il est couronné par une caldeira de cinq kilomètres de diamètre contenant plusieurs lacs.

## Toponymie
Sete Cidades est un terme portugais signifiant en français « sept cités ». Ce toponyme provient de la légende selon laquelle la caldeira du volcan aurait contenu sept villes qui auraient été détruites par une éruption volcanique. Cette légende fait de Sete Cidades l'un des lieux candidats à la localisation de l'Atlantide.

## Géographie

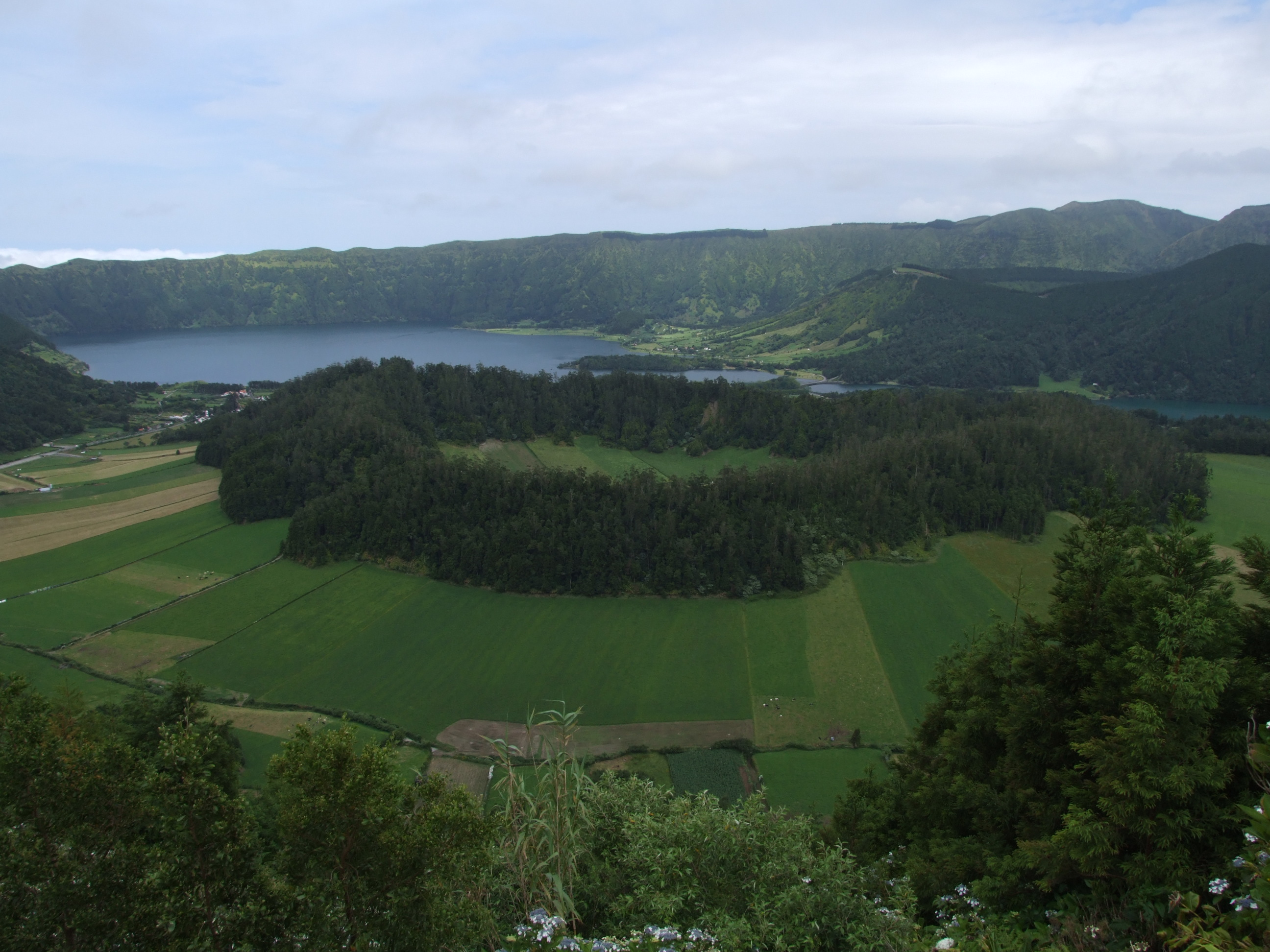
Vue d'un des cônes volcanique de la caldeira de Sete Cidades avec le lac Azul au second plan.

Sete Cidades constitue l'extrémité occidentale de São Miguel, une île de l'archipel portugais des Açores et située dans l'océan Atlantique. Ce volcan est couronné par une caldeira grossièrement circulaire de cinq kilomètres de diamètre pour environ 500 mètres de profondeur. L'un des rebords de cette caldeira, le Pico da Cruz situé au sud-est, constitue le point culminant de la montagne avec 856 mètres d'altitude. Les flancs du volcan sont cultivés hormis le long des nombreux cours d'eau qui ont entaillé la montagne.
La caldeira contient plusieurs lacs d'eau douce : le lac Verde, le lac Azul, le lac de Santiago et le lac Rasa. Le lac Verde et le lac Azul doivent leur nom respectivement au reflet de la végétation et du ciel à leur surface. Selon une légende, ces deux lacs se sont formés au moment de la séparation d'une princesse et d'un jeune berger tombés amoureux. Les larmes qu'ils ont versées au moment de leurs adieux ont donné naissance aux lacs de la couleur de leurs yeux.
Du point de vue hydrologique, la caldeira est un des seuls sites européens endoréique : les lacs de la caldeira n'ayant pas d'exutoire naturel, un tunnel a été creusé à travers le rebord nord-ouest de la caldeira (37° 52′ 34″ N, 25° 47′ 27″ O) pour réguler le niveau d'eau des lacs en fonction, notamment, de la pluviosité. En connectant le lac Azul à l'océan, il permet une évacuation des eaux en cas d'élévation de la surface des lacs.
Les lacs Verde et Azul sont séparés par un isthme qui est emprunté par une route. Cette route traverse la caldeira du nord-ouest au sud en passant par la localité de Sete Cidades située au centre de la caldeira, au bord du lac Azul.
Les 793 habitants en 2011 disposent d'une école primaire et d'une église.

## Histoire
La caldeira de Sete Cidades s'est formée il y a 22 000 ans. Depuis, 22 éruptions se sont produites. Elles ont formé six cônes pyroclastiques situés dans l'ouest et le nord de la caldeira et ayant rejeté des coulées de lave trachytique et des nuées ardentes. Des dépôts de ponce trachitique provenant d'une douzaine de ces éruptions peuvent être observés. Cette activité volcanique fait du Sete Cidades le volcan le plus actif des Açores. À la fin 2010, sa dernière éruption probable remonte à 1880 mais était sous-marine car s'étant déroulée dans l'océan Atlantique. Sa dernière éruption déroulée sur ses flancs remonte quant à elle à 1713 tandis que sa dernière éruption à l'intérieur de la caldeira s'est produite en 1444.

## Dans la culture populaire
- L'Énigme de l'Atlantide, aventure de Blake et Mortimer, se termine à Sete Cidades.